# Natuurzwembad

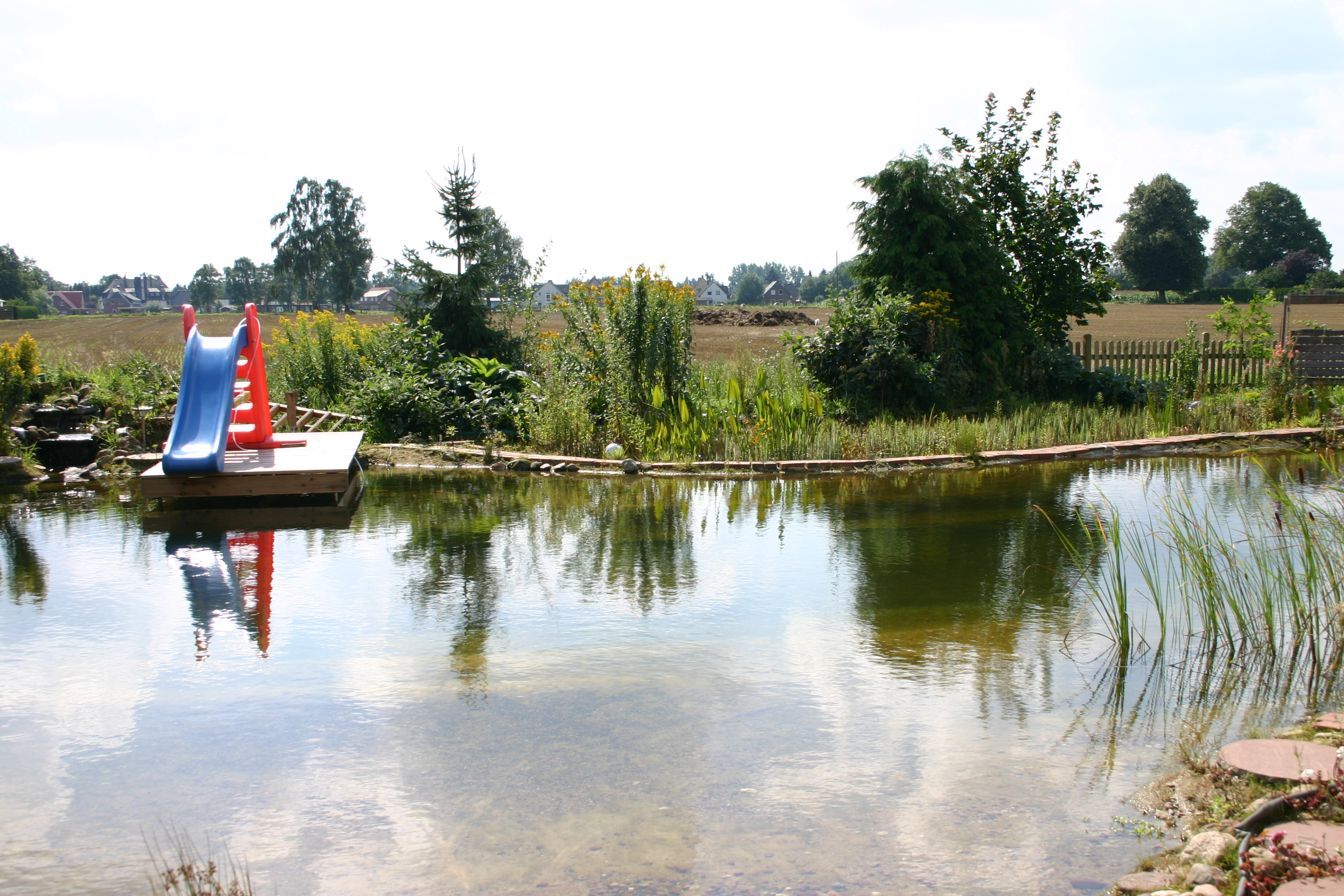
Een Duits natuurzwembad

Een natuurzwembad of zwemvijver maakt gebruik van natuurlijke zuiverings- en filtersystemen in plaats van chemische substanties, zoals chloor. Het water wordt op natuurlijke wijze gezuiverd door planten die voor de zuurstofaanvoer zorgen, alsmede voor de afbraak van nutriënten voor algen en andere ongewenste micro-organismen, zoals muggenlarven.
Het water is niet steriel door bacteriën uit het ecosysteem.
Substraten, zoals zand, planten, vulkanische stenen of grind, zorgen voor de filtering. Normaal gesproken zijn de zwembad- en filterzone van elkaar gescheiden. Het water circuleert tussen beide zones via een pomp zodat voedingsstoffen uit het zwembadgedeelte bij de zuiverende planten terechtkomt.
Natuurzwembaden komen meestal niet voor bij particuliere woningen of kleine wooncomplexen. Boetiekhotels en grote ketens kiezen steeds vaker voor dit nieuwe concept, vooral in Centraal-Europa, waar dit al vanaf 1985 gebeurt.

## Geschiedenis
De eerste natuurzwembaden werden begin jaren tachtig in Oostenrijk gebouwd, waar ze Schwimmteich genoemd werden. Werner Gamerith bouwde in zijn privétuin het eerste. Het Oostenrijkse Biotop Landschaftsgestaltung en het Duitse BioNova waren de eerste bedrijven die het concept van natuurzwembaden voor commerciële doeleinden gebruikten en ontwikkelden.
Natuurzwembaden breidden zich uit over heel Europa: Zwitserland, Engeland, Frankrijk, Italië, Spanje, België, Nederland, Hongarije en Tsjechië. In november 2005 schreef de Engelse landschapsarchitect Michael Littlewood het eerste boek in het Engels over natuurzwembaden.
In 2010 telde Europa 20.000 natuurzwembaden.

## Bouw
De bouw van een natuurzwembad bestaat schematisch uit de volgende stappen:
- Uitgraven van het terrein en profileren van de bodem
- Verwijderen van bestanddelen zoals stenen of wortels
- Bedekken van de bodem met zand of iets vergelijkbaars, gevolgd door het aanbrengen van een beschermingslaag bestaande uit wortels of perforaties
- Installeren van de waterwerende laag
- Installeren van aandrijf- en filtersysteem
- Aanbrengen van beton in de meest vochtige gedeeltes, zoals voetpaden en trappen
- Eerste keer vullen met water
- Uitvoering van de randen en aanbrengen vegetatie in de filterzones
- Eventueel installeren van aanlegsteigers
- Ondanks dat het twee of drie jaar duurt voordat het biologisch evenwicht is bereikt kan het zwembad direct worden gebruikt.

## Voordelen
- Er is geen chloor dat de ogen irriteert of het haar beschadigt. De kwaliteit van het water is vergelijkbaar met dat van een meer, rivier of andere natuurlijke omgeving.
- Minder onderhoud (enkele keren per jaar bodem schoonmaken) en het is niet nodig om chemische producten te kopen.
- De mogelijkheid om vissen of andere waterdieren toe te voegen. Die zijn niet alleen decoratief, maar ze eten ook muggenlarven en andere ongewenste insecten.
- Het is niet nodig om het zwembad jaarlijks te legen, waardoor men water bespaart.
- Naadloos in te passen in tuinen.
- De luchtfilterende planten blijven heel het jaar gezond en sterk.

## Nadelen
- Inschatten van het aantal personen dat gebruik gaat maken van het zwembad, of er veelvuldig gebruik van wordt gemaakt en of het vissen gaat bevatten. Hoe meer er gebruik van wordt gemaakt, hoe meer nutriënten / vervuiling, waar de filters op berekend moeten zijn. Urineren in een natuurzwembad betekent een hogere graad nutriënten, wat kan leiden tot algen als de filter onvoldoende groot is (wat ook gebeurt in een conventioneel zwembad).
- Vergt meer ruimte door de biologische filter en een volume dat niet makkelijk aan te passen is

## Andere namen
Dit type zwembad kent ook andere benamingen, zoals:
- Natuurlijk zwembad (in het Engels: natural pool)
- Biologisch zwembad
- Biozwembad
- Zwembad met biologische filter
- Zwembad zonder chloor
- Zwembad zonder chemische substanties
- NSP (Engelse afkorting: Natural Swimming Pool)
- Zwemvijver (in het Engels: swimming pond of natural pond; in het Frans: étang de baignade)